# Oryzopsis angustifolia
Oryzopsis angustifolia là một loài thực vật có hoa trong họ Hòa thảo. Loài này được (Regel) Kitam. mô tả khoa học đầu tiên năm 1960.